# Allan Lawrence (Politiker)
Allan Frederick Lawrence PC QC (* 8. November 1925 in Toronto, Ontario; † 6. September 2008) war ein kanadischer Politiker der Progressiv-konservativen Partei (PC), der 14 Jahre lang Mitglied der Legislativversammlung von Ontario sowie mehrere Jahre Minister in der Regierung der Provinz Ontario war. Anschließend war er 16 Jahre lang Mitglied des Unterhauses sowie zwischen 1979 und 1980 Minister für Konsumenten- und Unternehmensangelegenheiten sowie Solicitor General im 21. kanadischen Kabinett von Premierminister Joe Clark war.

## Leben

### Rechtsanwalt, Abgeordneter und Minister in der Provinz Ontario
Lawrence nahm als Angehöriger der Freiwilligen Reserve der Royal Canadian Navy von 1944 bis 1945 am Zweiten Weltkrieg teil. Nach Kriegsende absolvierte er zunächst ein grundständiges Studium, das er mit einem Bachelor of Arts (B.A.) abschloss, sowie danach ein postgraduales Studium der Rechtswissenschaften, welches er mit einem Bachelor of Laws (LL.B.) beendete. Nach dem Studienabschluss nahm er eine Tätigkeit als Solicitor sowie später als Barrister auf und wurde schließlich für seine anwaltlichen Verdienste zum Kronanwalt (Queen’s Counsel) ernannt.
Ende der 1950er Jahre begann er seine politische Laufbahn der Provinzpolitik, als er am 12. Mai 1958 als Kandidat der Progressive Conservative Party of Ontario zum Mitglied der Legislativversammlung von Ontario gewählt wurde. In dieser vertrat er bis zum 19. September 1972 den Wahlkreis St. George. Während seiner Parlamentszugehörigkeit fungierte er als Mitglied zahlreicher Ausschüsse und war vom 22. Juni 1965 bis zum 15. Juni 1967 Vorsitzender des Sonderausschusses für das Unternehmensgesetz (Select Committee on the Corporations Act).
Am 13. Februar 1968 wurde Lawrence von Premierminister John Robarts in die Regierung der Provinz Ontario berufen und war dort zunächst Bergbauminister sowie anschließend zwischen dem 26. Januar 1970 und dem 1. März 1971 Minister für Bergbau und nördliche Angelegenheiten. Nachdem Robarts von Bill Davis als Premierminister Ontarios abgelöst worden war, übernahm er in dessen Kabinett am 1. März 1971 das Amt des Justizministers und Attorney General, ehe er zuletzt nach einer neuerlichen Kabinettsumbildung vom 5. Januar 1972 bis zum 28. September 1972 Provinzsekretär für Justiz war.

### Unterhausabgeordneter und Bundesminister
Nachdem Lawrence die Provinzpolitik verlassen hatte, wurde er bei der Wahl vom 30. Oktober 1972 als Kandidat der Progressiv-konservativen Partei (PC) erstmals zum Abgeordneten in das Unterhaus gewählt. Dort vertrat er 16 Jahre lang bis zu seinem Verzicht auf eine erneute Kandidatur bei der Unterhauswahl am 21. November 1988 den Wahlkreis Northumberland-Durham beziehungsweise Durham-Northumberland.
Während seiner Unterhauszugehörigkeit war Lawrence zwischen Dezember 1972 und dem 23. Oktober 1973 Sprecher der PC-Fraktion für Konsumenten- und Unternehmensangelegenheiten sowie danach von Oktober 1973 bis Mai 1975 Sprecher der Opposition für die Beziehungen zwischen Bund und Provinzen. Danach fungierte er vom 12. Oktober 1976 bis zum 17. Oktober 1977 als Vorsitzender des Ständigen Unterhausausschusses für öffentliche Konten sowie im Anschluss zwischen Oktober 1977 und 1979 als Sprecher seiner Fraktion für Energie, Bergbau und natürliche Ressourcen.
Am 4. Juni 1979 wurde Lawrence von Premierminister Joe Clark als Minister für Konsumenten- und Unternehmensangelegenheiten sowie Solicitor General in das 21. Kabinett Kanadas berufen, dem er bis zum Ende von Clarks Amtszeit am 2. März 1980 angehörte. Als Solicitor General war er der Chef-Rechtsberater der Regierung Clark.
Nach der Wahlniederlage bei der Unterhauswahl vom 18. Februar 1980 fungierte er zwischen April 1980 und Juni 1983 als Sprecher der PC-Fraktion für das Amt des Solicitor General und danach vom 9. April 1983 bis 1984 als Sprecher der Opposition für Justiz und das Amt des Attorney General.